# Kostel svaté Kateřiny (Starovičky)
Kostel svaté Kateřiny je římskokatolický chrám ve Starovičkách okrese Břeclav. Jde o farní kostel římskokatolické farnosti Starovičky. Je chráněn jako kulturní památka České republiky.

## Historie
První písemná zmínka o kostele pochází z 13. století, to ostatně připomíná románský tvar kostelíku. V 15. století byla na románském jádře postavena gotická stavba a po roce 1848 byla provedena barokní úprava.

## Stavební podoba
Kostel je částečně orientovaná jednolodní zděná stavba obdélného půdorysu s odsazeným kněžištěm s polygonálním závěrem. K jižní straně kněžiště je přistavěna sakristie na obdélném půdoryse. K jižní mu okapovému průčelí je přisazena kaple. V průčelí je osově přisazena románská hranolová věž zakončena stanovou střechou ukončenou hrotnicí s makovicí a dvojitým křížem. Vstup s kamenným ostěním je veden plochostropým podvěžím do podkruchtí. Loď a kněžiště jsou zastřešeny sedlovou střechou, nad závěrem kněžiště je zvalbená. Sakristie má střechu valbovou, kaple  má střechu sedlovou. Nad věžovým  vchodem je segmentově zaklenuté okno a ve zvonovém patře po obvodě je po jedné okenní ose. nad oknem je kruhový hodinový ciferník. Věž i loď mají profilovanou korunní římsu. 
Kněžiště, které je zaklenuto křížovou žebrovou klenbou, je otevřené vítězným obloukem s půlkruhovým zaklenutím do lodi. Žebra jsou klínová vyžlabená a sbíhají se do kruhových svorníků s reliéfy. Loď je zaklenuta třemi poli valené klenby s lunetovými výsečemi s vytaženými hřebínky, také v podkruchtí je valená klenba. Kruchta je nasazena na trojici arkádových oblouků, které jsou neseny dvojicí toskánských sloupů a postranními pilíři s římsovou hlavicí. kaple má křížovou klenbu.